# Folio (papierformaat)
Folio is een papierformaat van gedrukte boeken en documenten. De boekdrukker drukt vier pagina's op één vel, dat vervolgens in het midden gevouwen wordt; het gevouwen vel met twee bladen wordt een katern van vier bladzijden. De boekbinder voegt de verschillende katernen samen tot een boekblok dat hij kan innaaien of binden.
Een boek in folioformaat, in-folio, ook wel aangeduid als fo of 2°, is opvallend groot, gewoonlijk meer dan 35 cm hoog. Het woord foliant is van dit boekformaat afgeleid.